# فرانك ميريل
فرانك ميريل (بالإنجليزية: Frank Merrill)‏ هو ممثل أمريكي، ولد في 21 مارس 1893 في نيوآرك في الولايات المتحدة، وتوفي في 12 فبراير 1966 في لوس أنجلوس في الولايات المتحدة.

## وصلات خارجية
- فرانك ميريل على موقع IMDb (الإنجليزية)
- فرانك ميريل على موقع أول موفي (الإنجليزية)
- فرانك ميريل على موقع قاعدة بيانات الفيلم (الإنجليزية)
- فرانك ميريل على موقع كينوبويسك (الروسية)